# Calle San Francisco de Paula (Sevilla)
La calle San Francisco de Paula es una vía pública de la ciudad española de Sevilla.

## Descripción
La vía, cuya configuración ha cambiado a lo largo de los años, discurre desde la calle Jesús del Gran Poder hasta Rubens. Aparece descrita en la Noticia histórica del origen de los nombres de las calles de esta ciudad de Sevilla (1839) de Félix González de León con las siguientes palabras:

Calle de S. Francisco de Paula. Callejuelas de san Francisco de Paula es el nombre comun que se les dá, porque son tres ó cuatro calles muy angostas con salidas á la calle del Potro, plaza de San Lorenzo y calle de las Capuchinas, y la principal entrada en la calle de las Palmas frente de la puerta de la iglesia del colegio de Mínimos, del que toma el nombre. Antes de haber convento de san Francisco de Paula, se llamaban del Horno Quemado. Corresponde al cuartel C. y á la parroquia de san Lorenzo. La única cosa que hay en ellas que observar, es un cuadro del Salvador que de muy antiguo se venera en un pequeño retablo en alto.
(González de León, 1839, pp. 181-182)